# Llista d'abolicionistes afroamericans
- James Presley Baall
- Peter H. Clark
- Samuel Cornish
- Ellen and William Craft
- Thomas Dalton and Lucy Lew
- Martin Delany (1812–1885)[1]
- Frederick Douglass (1818-1895), orador, antic esclau[2]
- James Forten
- Henry Highland Garnet
- Frances Harper
- Lewis Hayden
- Thomas James
- Charles Henry Langston
- John Mercer Langston
- Terry Loguen
- John Parker
- James W.C. Pennington
- Gabriel Prosser
- Robert Purvis
- Charles Lenox Remond
- David Ruggles
- John Brown Russwurm
- Benjamin "Pap" Singleton
- James McCune Smith
- Austin Steward
- Maria W. Stewart
- William Still
- Sojourner Truth (1797?-1883), antic esclau
- Harriet Tubman (1820-1913), antiga esclava, escriptora
- Nat Turner
- Denmark Vesey
- David Walker
- William Whipper
- Theodore S. Wright
- Jermain W. Logue(n)